# Dolmen de Cobartorat
El Dolmen de Cobartorat (Coberturat en francès) és un monument megalític del límit dels termes comunals de Cornellà de Conflent i Fullà, tots dos de la comarca del Conflent, a la Catalunya del Nord.
Pren el seu nom del turó (628 m.) on és situat. Més al nord, a la falda d'un altre turó de la mateixa serra, hi ha la cova de les Grans Canaletes -un jaciment prehistòric- ja en terres de Vilafranca de Conflent.

## Història i descripció
El seu origen es remunta a mitjans del segon mil·lenni abans de Crist, i hom atribueix la seva erecció a l'acompliment de dues funcions: servir de monument funerari i, també, marcar el territori que ocupava un determinat clan prehistòric del Calcolític.
L'estructura del megàlit és molt senzilla i similar a la d'altres dòlmens: la formen tres grans pedres de vores arrodonides, situades verticalment de manera que en sostinguin una de més gran, en forma de llosa i aparentment molt pesada, col·locada horitzontalment al damunt. L'espai que formen és la cambra d'enterrament, en aquest cas molt àmplia i de proporcions irregulars (dos metres per metre i mig), amb obertura cap a sud-oest. El dolmen té un forat que es feia servir per dipositar-hi les ofrenes als morts.